# شبع دلالي
الشبع الدلالي (بالإنجليزية: Semantic satiation) هو ظاهرة نفسية يتسبب فيها التكرار في فقدان معاني كلمة أو عبارة مؤقتًا للمستمع، الذي يرى بدوره الكلام على أنه أصوات متكررة بلا معنى. كما أن الفحص أو التحليل الممتد (التحديق في الكلمة أو العبارة لفترة طويلة من الزمن) بدلاً من التكرار ينتج نفس التأثير.